# AT&T Corporate Center
AT&T Corporate Center (numer Franklin Center) är den sjätte högsta skyskrapan i Chicago och den tjugoåttonde högsta i USA med en höjd på 306,9 meter. Den 60 våningar höga byggnaden färdigställdes 1989.
Byggnaden står två kvarter öster om Chicagofloden och nordost om Willis Tower. Den är den högsta byggnaden i Chicago som byggdes under 1900-talets sista fjärdedel och den uppfördes för att bli det regionala huvudkontoret för telefonibolaget AT&T.

## Historia
1982 upplöstes AT&T:s monopol av ett domstolsbeslut. Det följande decenniet uppförde bolaget nya byggnader över hela landet. Den 5 april 1985 antogs ett byggnadsförslag av AT&T och fyra år senare, den 3 april 1989, började de kontorsanställda att flytta in.

## Arkitektur
Byggnaden ritades av Adrian D. Smith på Skidmore, Owings & Merrill och är en av de mest kända byggnaderna i Chicago. Den är uppförd i postmodernistisk stil med en granitklädd stålkonstruktion. Graniten har en djupröd färg vid grunden, men växlar till rosabeige vid toppen. Ovanför den femte våningen skyddas den rosabeigea grantien av aluminiumpaneler

### Interiör
Lobbyn går genom hela byggnaden med en gigantisk entréhall på Monroe Strett och ett 16-våningsatrium som förbinder byggnaden med USG Tower. Det finns två allmänna lobbyer och en mezzaninlobby, de är alla bland de mest påkostade i Chicago och är dekorerade med mönstrade marmorgolv och väggar, brons, guldbelagda ekpaneler och stiliserade armaturer.

### Lokaler
Det finns ett konferenscenter på 60:e våningen, en restaurang med 650 platser på lobbyvåningen, lokaler för detaljhandel på två våningar och en dygnetruntparkering för 170 bilar på de två bottenplanen.

## Utmärkelser[3]
- 1990 - Award of Excellence for Urban Development från Chicagoavdelningen av National Association of Industrial and Office Properties
- 1992 - Best New Building från Chicago civic group Friends of Downtown
- 1997 - Most Valuable Property National Top Ten från The Wall Street Journal
- 1998 - Prix d'Excellence, Office Properties Worldwide från FIABCI International

## Position i Chicagos skyline
Franklin Center är den sjätte högsta färdigställda byggnaden i Chicago efter Willis Tower (f.d. Sears Tower), Trump International Hotel and Tower, St. Regis Chicago, Aon Center och John Hancock Center.
Byggnadens officiella höjd ökade från 270,1 meter till 306,9 meter när Council on Tall Buildings and Urban Habitat ändrade sina regler och tillät att spiror och master fick räknas med under tvisten om höjden på Sears Tower (numer Willis Tower) och Petronas Tower.